# Grand Prix-wegrace van Frankrijk 1970
De Grand Prix-wegrace van Frankrijk 1970 was de tweede race van het wereldkampioenschap wegrace-seizoen 1970. De race werd verreden op 17 mei 1970 op het Circuit Bugatti nabij Le Mans, Frankrijk. 

## 500cc-klasse
In de 500cc-klasse speelde Giacomo Agostini (MV Agusta) zijn geliefde spel met zijn tegenstanders. Rondenlang duldde hij Alberto Pagani (LinTo) en Angelo Bergamonti (Aermacchi) in zijn buurt, maar toen Brian Steenson (Seeley) erbij kwam gaf Ago een beetje extra gas. Vervolgens mocht Pagani weer een tijdje volgen tot het gevaar van Ginger Molloy (Kawasaki) kwam. Op dat moment gaf Agostini echt gas en reed van zijn achtervolgers weg. Pagani maakte een schakelfout waardoor Molloy de tweede plaats kon pakken. 

### Uitslag 500cc-klasse
| Pos | Coureur             | Merk      | Tijd         | Punten |
| --- | ------------------- | --------- | ------------ | ------ |
| 1   | Giacomo Agostini    | MV Agusta | 1h 09' 11" 3 | 15     |
| 2   | Ginger Molloy       | Kawasaki  | +48" 3       | 12     |
| 3   | Alberto Pagani      | LinTo     | +1' 00" 5    | 10     |
| 4   | Angelo Bergamonti   | Aermacchi | +1' 13" 8    | 8      |
| 5   | Brian Steenson      | Seeley    | +1' 37" 2    | 6      |
| 6   | Gyula Marsovszky    | Kawasaki  | +1 ronde     | 5      |
| 7   | Alan Barnett        | Seeley    | +1 ronde     | 4      |
| 8   | Christian Ravel     | Kawasaki  | +1 ronde     | 3      |
| 9   | Eric Offenstadt     | Kawasaki  | +1 ronde     | 2      |
| 10  | André-Luc Appietto  | Paton     | +1 ronde     | 1      |
| 11  | Tommy Robb          | Seeley    | +1 ronde     |        |
| 12  | Dave Simmonds       | Kawasaki  | +2 ronden    |        |
| 13  | Pierre-Louis Tebec  | Kawasaki  | +2 ronden    |        |
| 14  | Werner Bergold      | LinTo     | +2 ronden    |        |
| 15  | Hervé Lansac        | Kawasaki  | +2 ronden    |        |
| 16  | Karl Hoppe          | Münch-URS | +3 ronden    |        |
| 17  | Jean-Claude Costeux | Aermacchi | +4 ronden    |        |

### Niet gefinished
| Coureur            | Merk           | Oorzaak |
| ------------------ | -------------- | ------- |
| Theo Louwes        | Kawasaki       |         |
| René Guili         | Matchless      |         |
| Bo Granath         | Husqvarna      |         |
| Jack Findlay       | Seeley         |         |
| Terry Dennehy      | Drixton-Honda  |         |
| Jacques Roca       | Métisse-Suzuki |         |
| Roberto Gallina    | Paton          |         |
| Billie Nelson      | Paton          |         |
| Theo Louwes        | Kawasaki       |         |
| Karl Auer          | Matchless      |         |
| Didier Dumesnil    | LinTo          |         |
| Godfrey Nash       | Tickle-Norton  |         |
| John Blanchard     | Seeley         |         |
| Lewis Young        | Drixton-Honda  |         |
| Marty Lunde        | Crescent       |         |
| John Burgess       | Norton         |         |
| Keith Turner       | LinTo          |         |
| Walter Rungg       | Aermacchi      |         |
| Jean-Pierre Naudon | Matchless      |         |
| Thierry Tchernine  | Velocette      |         |
| Ali Moulay         | Paton          |         |
| Steve Ellis        | LinTo          |         |

### Top tien tussenstand 500cc-klasse
| Pos | Coureur           | Merk      | Ptn |
| --- | ----------------- | --------- | --- |
| 1   | Giacomo Agostini  | MV Agusta | 30  |
| 2   | Ginger Molloy     | Kawasaki  | 18  |
| 3   | Alan Barnett      | Seeley    | 16  |
| 4   | Alberto Pagani    | LinTo     | 10  |
| 4   | Tommy Robb        | Seeley    | 10  |
| 6   | Angelo Bergamonti | Aermacchi | 8   |
| 6   | Karl Hoppe        | Münch-URS | 8   |
| 8   | Brian Steenson    | Seeley    | 6   |
| 9   | Gyula Marsovszky  | Kawasaki  | 5   |
| 9   | Walter Rungg      | Aermacchi | 5   |

## 250cc-klasse
In de training van de 250cc-klasse verbeterden Rodney Gould (Yamaha), Kent Andersson (Yamaha), Santiago Herrero (Ossa) en Kel Carruthers (Yamaha) het ronderecord, maar Carruthers kwam bij de start slecht weg en eindigde in het middenveld. Toen hij met zijn inhaalrace bezig was schoof hij onderuit waardoor hij was uitgeschakeld. Herrero kon met zijn Ossa de snelle Yamaha's van Gould en Andersson goed bijhouden. Andersson viel uit met een defecte ontsteking, maar Herrero schoof onderuit. Hij kon nog wel verder, maar lag intussen derde achter László Szabó (MZ). Herrero heroverde de tweede plaats in een hevig gevecht met Szabó, die derde werd. De debutant Jarno Saarinen (Yamaha) werd vierde.
| Pos | Coureur             | Merk      | Tijd       | Punten |
| --- | ------------------- | --------- | ---------- | ------ |
| 1   | Rodney Gould        | Yamaha    | 1h 00" 11" | 15     |
| 2   | Santiago Herrero    | Ossa      | +1' 00"    | 12     |
| 3   | László Szabó        | MZ        | +1' 00" 9  | 10     |
| 4   | Jarno Saarinen      | Yamaha    | +1' 18" 3  | 8      |
| 5   | Angelo Bergamonti   | Aermacchi | +1' 30" 8  | 6      |
| 6   | Bo Granath          | Yamaha    | +1' 53" 2  | 5      |
| 7   | Gyula Marsovszky    | Yamaha    | +1 ronde   | 4      |
| 8   | Cees van Dongen     | MZ        | +1 ronde   | 3      |
| 9   | Seppo Kangasniemi   | Yamaha    | +1 ronde   | 2      |
| 10  | Christian Bourgeois | Yamaha    | +1 ronde   | 1      |
| 11  | Ingemar Larsson     | Yamaha    | +2 ronden  |        |
| 12  | Teuvo Länsivuori    | Yamaha    | +2 ronden  |        |
| 13  | Jean-Claude Costeux | Aermacchi | +2 ronden  |        |
| 14  | Larbi Habbiche      | Yamaha    | +3 ronden  |        |
| 15  | Gérard Rolland      | Ossa      | +3 ronden  |        |
| 16  | Christian Ravel     | Kawasaki  | +5 ronden  |        |
| 17  | Jean Auréal         | Yamaha    | +7 ronden  |        |

| Coureur             | Merk      | Oorzaak    |
| ------------------- | --------- | ---------- |
| Kel Carruthers      | Yamaha    | val        |
| Kent Andersson      | Yamaha    | ontsteking |
| Börje Jansson       | Yamaha    |            |
| Dieter Braun        | MZ        |            |
| Matti Salonen       | Yamaha    |            |
| Ginger Molloy       | Bultaco   |            |
| Günter Bartusch     | MZ        |            |
| Tommy Robb          | Shepherd  |            |
| Eric Offenstadt     | Kawasaki  |            |
| José Medrano        | Bultaco   |            |
| Klaus Huber         | Yamaha    |            |
| Walter Villa        | Villa     |            |
| Brian Steenson      | Aermacchi |            |
| Theo Louwes         | Aermacchi |            |
| Heinz Kriwanek      | Honda     |            |
| Jean-Louis Pasquier | Yamaha    |            |
| Michel Rougerie     | Honda     |            |
| Heinrich Rosenbusch | Yamaha    |            |
| René Hordelalay     | Yamaha    |            |
| Marty Lunde         | Yamaha    |            |
| Toni Gruber         | Yamaha    |            |

### Top tien tussenstand 250cc-klasse
| Pos | Coureur             | Merk      | Ptn |
| --- | ------------------- | --------- | --- |
| 1   | Rodney Gould        | Yamaha    | 15  |
| 1   | Kel Carruthers      | Yamaha    | 15  |
| 3   | Jarno Saarinen      | Yamaha    | 13  |
| 4   | Santiago Herrero    | Ossa      | 12  |
| 4   | László Szabó        | MZ        | 12  |
| 4   | Klaus Huber         | Yamaha    | 12  |
| 7   | Chas Mortimer       | Yamaha    | 10  |
| 8   | Walter Sommer       | Yamaha    | 8   |
| 9   | Gyula Marsovszky    | Kawasaki  | 7   |
| 10  | Angelo Bergamonti   | Aermacchi | 6   |
| 10  | Heinrich Rosenbusch | Yamaha    | 6   |

## 125cc-klasse
In de 125cc-klasse had regerend wereldkampioen Dave Simmonds al tijdens de trainingen voortdurend pech met zijn Kawasaki KA-1, en bij de start liep er door een lekke pakking koelwater in een van zijn cilinders waardoor de motor niet aansloeg. Ángel Nieto nam de leiding met zijn nieuwe Derbi, maar die ging opnieuw stuk. Dieter Braun (Suzuki RT 67) nam de leiding, bedreigd door Angelo Bergamonti, tot diens Aermacchi Ala d'Oro 125 er ook mee ophield door een gebroken zuigerveer. László Szabó (MZ RE 125) lag nu onbedreigd tweede en de strijd om de derde plaats ging tussen Börje Jansson (Maico 125 RS), Günter Bartusch (MZ) en Walter Villa (Moto Villa). Szabó moest echter een pitstop maken waardoor hij een volle ronde verloor. Walter Villa viel uit door een vastloper, maar werd met drie ronden achterstand als 18e geklasseerd. Jansson werd zo tweede en Bartusch werd derde. 
| Pos | Coureur            | Merk           | Tijd      | Punten |
| --- | ------------------ | -------------- | --------- | ------ |
| 1   | Dieter Braun       | Suzuki         | 54' 00"   | 15     |
| 2   | Börje Jansson      | Maico          | +29" 3    | 12     |
| 3   | Günter Bartusch    | MZ             | +29" 4    | 10     |
| 4   | Heinz Kriwanek     | Zelfbouw-Rotax | 3' 00" 5  | 8      |
| 5   | Toni Gruber        | Maico          | +1 ronde  | 6      |
| 6   | Eugenio Lazzarini  | Morbidelli     | +1 ronde  | 5      |
| 7   | László Szabó       | MZ             | +1 ronde  | 4      |
| 8   | Pierre Viura       | Maico          | +1 ronde  | 3      |
| 9   | Jean Auréal        | Yamaha         | +1 ronde  | 2      |
| 10  | Teuvo Länsivuori   | Yamaha         | +1 ronde  | 1      |
| 11  | Pierre Audry       | Aermacchi      | +1 ronde  |        |
| 12  | Klaus Huber        | Maico          | +1 ronde  |        |
| 13  | Herbert Mann       | MZ             | +1 ronde  |        |
| 14  | Matti Salonen      | Yamaha         | +2 ronden |        |
| 15  | Hans Greub         | Maico          | +2 ronden |        |
| 16  | Ryszard Mankiewicz | MZ             | +2 ronden |        |
| 17  | Pierre Blosser     | Aermacchi      | +2 ronden |        |
| 18  | Walter Villa       | Villa          | +3 ronden |        |
| 19  | Jan de Vries       | MZ             | +3 ronden |        |
| 20  | Daniel Crivello    | Nougier-Maico  | +6 ronden |        |

| Coureur            | Merk          | Oorzaak    |
| ------------------ | ------------- | ---------- |
| Ángel Nieto        | Derbi         |            |
| Angelo Bergamonti  | Aermacchi     | zuigerveer |
| Dave Simmonds      | Kawasaki      | koppakking |
| Cees van Dongen    | Yamaha        |            |
| John Dodds         | Aermacchi     |            |
| Otello Buscherini  | Villa         |            |
| Manfred Bernsee    | Maico         |            |
| Jarno Saarinen     | Puch          |            |
| Ginger Molloy      | Bultaco       |            |
| Günter Fischer     | Maico         |            |
| José Medrano       | Bultaco       |            |
| Jacques Roca       | Derbi         |            |
| Thierry Tchernine  | Maico         |            |
| Etienne Delamarre  | Nougier-Maico |            |
| Georges Fougeray   | Villa         |            |
| Jan Huberts        | MZ            |            |
| Claude Ben El Hadj | Maico         |            |
| Michel Rougerie    | Maico         |            |

### Top tien tussenstand 125cc-klasse
| Pos | Coureur           | Merk       | Ptn |
| --- | ----------------- | ---------- | --- |
| 1   | Heinz Kriwanek    | Rotax      | 20  |
| 2   | John Dodds        | Aermacchi  | 15  |
| 2   | Dieter Braun      | Suzuki     | 15  |
| 4   | Toni Gruber       | Maico      | 14  |
| 5   | Börje Jansson     | Maico      | 12  |
| 5   | Günter Bartusch   | MZ         | 12  |
| 7   | Walter Sommer     | Yamaha     | 10  |
| 8   | László Szabó      | MZ         | 9   |
| 9   | Otello Buscherini | Moto Villa | 6   |
| 10  | Eugenio Lazzarini | Morbidelli | 5   |

## 50cc-klasse
In de 50cc-klasse brak Ángel Nieto (Derbi) in de trainingen het ronderecord, maar hij kwam slecht weg bij de start. Jan de Vries (Van Veen-Kreidler) nam de leiding en Aalt Toersen (Jamathi) lag op de tweede plaats, maar Nieto reed dankzij een indrukwekkende inhaalrace naar de kop. De beide Nederlanders konden hun achterstand tot de elfde ronde tot 8 seconden beperken, maar daarna liep Nieto nog verder weg en de Vries draaide in die ronde zijn motor stuk. Rudolf Kunz reed zijn privé Kreidler naar de derde plaats achter Toersen. 
| Pos | Coureur            | Merk              | Tijd      | Punten |
| --- | ------------------ | ----------------- | --------- | ------ |
| 1   | Ángel Nieto        | Derbi             | 35' 00" 6 | 15     |
| 2   | Aalt Toersen       | Jamathi           | +23" 4    | 12     |
| 3   | Rudolf Kunz        | Kreidler          | +1' 26" 1 | 10     |
| 4   | Jos Schurgers      | Van Veen-Kreidler | +1' 31" 7 | 8      |
| 5   | Martin Mijwaart    | Jamathi           | +2' 13" 9 | 6      |
| 6   | Salvador Cañellas  | Derbi             | +2' 18" 6 | 5      |
| 7   | Juan Bordons       | Derbi             | +2' 26" 4 | 4      |
| 8   | Eugenio Lazzarini  | Morbidelli        | +1 ronde  | 3      |
| 9   | Ludwig Faßbender   | Kreidler          | +1 ronde  | 2      |
| 10  | Harald Bartol      | Kreidler          | +1 ronde  | 1      |
| 11  | Jacques Roca       | Derbi             | +1 ronde  |        |
| 12  | André Millard      | Kreidler          | +1 ronde  |        |
| 13  | Adrijan Bernetic   | Tomos             | +1 ronde  |        |
| 14  | Etienne Delamarre  | Kreidler          | +1 ronde  |        |
| 15  | Charly Dubois      | Guazzoni          | +1 ronde  |        |
| 16  | Yves Le Toumelin   | Kreidler          | +2 ronden |        |
| 17  | Jacques Deneux     | Kedesuho          | +2 ronden |        |
| 18  | Jean-Claude Cachou | Derbi             | +2 ronden |        |
| 19  | Bernard Hausel     | Kreidler          | +2 ronden |        |
| 20  | Gerhard Thurow     | Kreidler          | +3 ronden |        |
| 21  | Pierre Zurcher     | Honda             | +3 ronden |        |
| 22  | Jan de Vries       | Van Veen-Kreidler | +3 ronden |        |
| 23  | Cees van Dongen    | Kreidler          | +3 ronden |        |

| Coureur             | Merk     | Oorzaak |
| ------------------- | -------- | ------- |
| Gilberto Parlotti   | Tomos    |         |
| Manfred Bernsee     | Maico    |         |
| Mokhfi Layachi      | Guazzoni |         |
| Jean-Louis Pasquier | Derbi    |         |
| C. Moreau           | Guazzoni |         |
| Pierre Audry        | Derbi    |         |
| Otello Buscherini   | Itom     |         |
| Ben Layachi         | Guazzoni |         |

### Top tien tussenstand 50cc-klasse
| Pos | Coureur           | Merk              | Ptn |
| --- | ----------------- | ----------------- | --- |
| 1   | Ángel Nieto       | Derbi             | 30  |
| 2   | Rudolf Kunz       | Kreidler          | 22  |
| 3   | Aalt Toersen      | Jamathi           | 15  |
| 4   | Salvador Cañellas | Derbi             | 13  |
| 5   | Gilberto Parlotti | Tomos             | 10  |
| 6   | Jos Schurgers     | Van Veen-Kreidler | 9   |
| 6   | Eugenio Lazzarini | Morbidelli        | 9   |
| 8   | Martin Mijwaart   | Jamathi           | 6   |
| 9   | Otello Buscherini | Honda             | 5   |
| 10  | Juan Bordons      | Derbi             | 4   |
| 10  | Manfred Bernsee   | Maico             | 4   |

## Zijspanklasse
In de zijspanrace joegen Horst Owesle/Julius Kremer met hun Münch-URS hard achter Klaus Enders/Wolfgang Kalauch (BMW) aan. Zó hard, dat het ronderecord een aantal malen verbeterd werd. Na acht ronden gaf de Münch-URS echter de geest. Op de tweede plaats eindigden Georg Auerbacher/Hermann Hahn en op de derde plaats Siegfried Schauzu/Horst Schneider.

### Uitslag zijspanklasse
| Pos | Coureur              | Bakkenist         | Merk | Tijd      | Punten |
| --- | -------------------- | ----------------- | ---- | --------- | ------ |
| 1   | Klaus Enders         | Wolfgang Kalauch  | BMW  | 52' 59" 9 | 15     |
| 2   | Georg Auerbacher     | Hermann Hahn      | BMW  | +40" 3    | 12     |
| 3   | Siegfried Schauzu    | Horst Schneider   | BMW  | +1' 04" 4 | 10     |
| 4   | Arsenius Butscher    | Josef Huber       | BMW  | +1 ronde  | 8      |
| 5   | Helmut Lünemann      | Michael Stockel   | BMW  | +1 ronde  | 6      |
| 6   | Jean-Claude Castella | Albert Castella   | BMW  | +2 ronden | 5      |
| 7   | Joseph Duhem         | Pierre Longet     | BMW  | +2 ronden | 4      |
| 8   | Egon Schons          | Karl Lauterbach   | BMW  | +2 ronden | 3      |
| 9   | Gerhard Müller       | Willy Buchecker   | BMW  | +3 ronden | 2      |
| 10  | Gustav Pape          | Franz Kallenberg  | BMW  | +3 ronden | 1      |
| 11  | André Cailletet      | André Mauguier    | BMW  | +3 ronden |        |
| 12  | Kenneth Calenius     | Juhani Vesterinen | BMW  | +3 ronden |        |
| 13  | Claude Lambert       | Francis Bourdon   | BMW  | +6 ronden |        |

### Niet gefinished
| Coureur               | Merk                | Bakkenist    | Oorzaak |
| --------------------- | ------------------- | ------------ | ------- |
| Heinz Luthringshauser | Hans-Jürgen Cusnik  | BMW          |         |
| Horst Owesle          | Julius Kremer       | Münch-URS    | motor   |
| Rudi Kurth            | Dane Rowe           | CAT-Crescent |         |
| Hermann Binding       | Helmut Fleck        | BMW          |         |
| Tony Wakefield        | John Flaxman        | BMW          |         |
| Georges Dumont        | Jean-Claude Bétemps | Honda        |         |

### Top tien tussenstand zijspanklasse
| Pos | Coureur               | Bakkenist          | Merk          | Ptn |
| --- | --------------------- | ------------------ | ------------- | --- |
| 1   | Georg Auerbacher      | Hermann Hahn       | BMW           | 27  |
| 2   | Klaus Enders          | Wolfgang Kalauch   | BMW           | 15  |
| 3   | Heinz Luthringshauser | Hans-Jürgen Cusnik | BMW           | 12  |
| 4   | Siegfried Schauzu     | Horst Schneider    | Apfelbeck-BMW | 10  |
| 4   | Richard Wegener       | Adi Heinrichs      | BMW           | 10  |
| 6   | Arsenius Butscher     | Josef Huber        | BMW           | 8   |
| 6   | Egon Schons           | Karl Lauterbach    | BMW           | 8   |
| 6   | Tony Wakefield        | John Flaxman       | BMW           | 8   |
| 9   | Helmut Lünemann       | Michael Stöckel    | BMW           | 6   |
| 9   | Gerhard Müller        | Willy Buchecker    | BMW           | 6   |
| 9   | Siegfried Maier       | Siegfried Brauning | BMW           | 6   |

1920 · 1921 · 1922 · 1923 · 1924 · 1925 · 1926 · 1927 · 1928 · 1929 · 1930 · 1931 · 1932 · 1933 · 1935 · 1936 · 1937 · 1938 · 1939 · 1949 · 1951 ·  1953 · 1954 · 1955 · 1958 · 1959 · 1960 · 1961 · 1962 · 1963 · 1964 · 1965 · 1966 · 1967 · 1969 · 1970 · 1972 · 1973 · 1974 · 1975 · 1976 · 1977 · 1978 · 1979 · 1980 · 1981 · 1982 · 1983 · 1984 · 1985 · 1986 · 1987 · 1988 · 1989 · 1990 · 1991 · 1992 · 1994 · 1995 · 1996 · 1997 · 1998 · 1999 · 2000 · 2001 · 2002 · 2003 · 2004 · 2005 · 2006 · 2007 · 2008 · 2009 · 2010 · 2011 · 2012 · 2013 · 2014 · 2015 · 2016 · 2017 · 2018 · 2019 · 2020 · 2021 · 2022 · 2023 · 2024 · 2025 · 2026